# Relações entre Israel e Líbano
As relações entre Israel e Líbano sofreram altas e baixas desde a independência do país em 1948.
O Líbano teve participação no Conflito Árabe-Israelense de 1948 contra Israel, no entanto, foi o primeiro Estado da Liga Árabe a promover um tratado de armistício com Israel em 1949. O Líbano não participou da Guerra dos Seis Dias em 1967, nem da Guerra do Yom Kippur em 1973 de forma significativa e, até o início da década de 1970, a fronteira do Líbano com Israel era a fronteira mais calma entre Israel e qualquer um dos outros estados adjacentes da Liga Árabe.
O período mais turbulento nas relações bilaterais foi durante Guerra Civil Libanesa que culminou entre as décadas de 1970 e 1980. Durante os primeiros estágios da guerra, Israel se aliou às principais milícias cristãs libanesas que lideraram o governo libanês durante o início dos anos 1980. Os países efetivamente alcançaram a normalização das relações com o acordo de 17 de maio intermediado pelos Estados Unidos em 1983, sendo vetado nos anos seguintes pelo Líbano após a tomada de poder por milícias drusas e xiitas no em 1984. Israel também apoiou o secessionista Estado Livre do Líbano durante 1979-1984 e seu sucessor Exército do Sul do Líbano.
As forças armadas israelenses tratam o Líbano como um "Estado inimigo". Cidadãos israelenses ou qualquer outra pessoa que possua passaporte, vistos ou selos emitidos por Israel estão estritamente proibidos de entrar no Líbano e podem estar sujeitos a prisão ou detenção para inspeção posterior. Em 2008, uma pesquisa divulgada pelo Pew Research Center comprovou que as opiniões negativas sobre os judeus eram mais comuns no Líbano, com 97% dos libaneses tendo uma opinião negativa para com os judeus. Outra pesquisa constatou que os países do Oriente Médio de maioria muçulmana tinham opiniões fortemente negativas sobre os judeus, apenas 3% dos libaneses afirmaram ter uma visão positiva dos judeus.

## História
O Líbano desempenhou um pequeno papel na Guerra Árabe-Israelense, onde seu exército participou da batalha de al-Malikiya de 5 a 6 de junho de 1948. Durante a Operação Hiram, Israel capturou 15 aldeias no sul do Líbano até o rio Litani. Enquanto um general israelense propôs a captura de Beirute, o que ele alegou que poderia ser feito em 12 horas, o primeiro-ministro de Israel, David Ben-Gurion, recusou a permissão. O acordo de armistício entre o Líbano e Israel foi relativamente simples. Ao contrário dos outros acordos de armistício, não houve nenhuma cláusula que renunciasse à Linha Azul, uma vez que a fronteira internacional entre o Líbano e o antigo Mandato Britânico da Palestina (sem relação com o actual governo da Palestina) continuou a ser tratada como a fronteira internacional de jure. Como resultado, as forças israelitas retiraram-se das aldeias que tinham conquistado durante as operações ofensivas em outubro de 1948.
Ao contrário de outros estados árabes, a população judaica do Líbano aumentou significativamente após a fundação do Estado de Israel em 1948, principalmente devido à grande população cristã no Líbano.
No início da década de 1950, os voos diretos ligando Beirute a Jerusalém Oriental eram comuns. Em 1951, a Middle East Airlines, companhia aérea de bandeira nacional libanesa, expandiu sua rede regional para incluir Jerusalém Oriental, na Jordânia. Além disso, a Air Liban, outra companhia aérea libanesa, tinha rotas aéreas ligando as duas capitais desde 1945. No entanto, com a eclosão da Guerra dos Seis Dias, as operações da Middle East Airlines foram suspensas por cerca de duas semanas, levando ao cancelamento de voos para Jerusalém. O Líbano assumiu um papel pouco relevante na Guerra dos Seis Dias, realizando um único ataque aéreo no primeiro dia da guerra, no qual uma aeronave foi abatida.
Durante a Guerra do Yom Kippur, o Líbano enviou unidades de radar à Síria para defesa aérea, mas declarou sua abstenção de participar da guerra. Após o Setembro Negro ocorrido entre 1970 e 1971 na Jordânia, a OLP mudou-se da Jordânia para o sul do Líbano, de onde realizou ataques contra Israel. Israel, em retaliação, lançou ataques a infraestrutura libanesa ao Aeroporto de Beirute. Isso transformou o Líbano num campo de batalha entre Israel e os fedayeen palestinos.

### Guerra Civil Libanesa (1975-1990)
A Guerra Civil Libanesa teve início em 1975, quando homens armados falangistas emboscaram um ônibus, resultando em 27 passageiros palestinos mortos que estavam a bordo. As complexidades da guerra estavam ligadas à estrutura política sectária do Líbano que dividia muçulmanos e cristãos xiitas e sunitas.

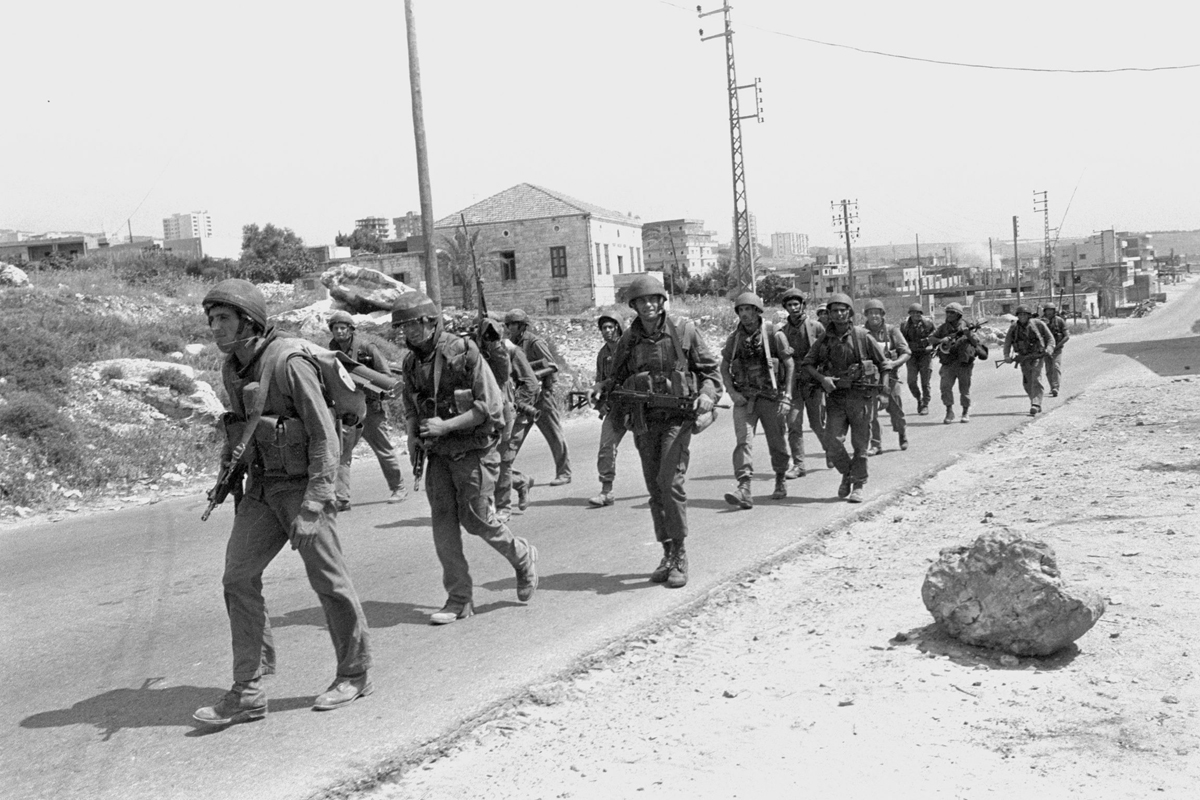
Soldados israelenses invadindo o Líbano em 1982

Em 1982, Israel invadiu o Líbano no meio da guerra civil depois que um homem armado da organização de Abu Nidal tentou assassinar Shlomo Argov. O primeiro-ministro israelita culpou a OLP pelo incidente e usou-o como desculpa para iniciar a Operação Paz para a Galileia. Durante a invasão, Israel aliou-se ao grupo militante cristão falangista contra a OLP e as milícias xiitas. O Fundo das Nações Unidas para a Infância (UNICEF) escreveu que desde o início do ataque israelense em 1982, 29.506 libaneses e palestinos, grande parte civis, foram mortos em decorrência dos bombardeios israelenses.
Milhares de pessoas foram detidas e mantidas em prisões controladas por Israel. O exército israelita cortou o fornecimento de energia eléctrica e água na região ocidental de Beirute, privando pelo menos 300.000 civis de água e electricidade durante três meses. A Comissão MacBride publicou um relatório em 1983 afirmando que a escala da destruição mostrava que o exército israelita tinha bombardeado áreas em vez de atacar alvos principais. No caso da destruição de hospitais, a comissão afirmou que não havia armas ou munições nos estabelecimentos, mas o hospital de Gaza foi múltiplas vezes bombardeado durante três horas.
Após o assassinato do presidente libanês por facções da oposição, o exército israelita ocupou Beirute e permitiu que as Forças Libanesas (LF) entrassem nos campos de refugiados de Sabra e Chatila, onde as Forças Libanesas perpetraram um massacre que  resultou na morte 3.500 civis, a maioria palestinos e libaneses. O ataque provocou repercussão internacional pelas ações de Israel, especialmente porque a OLP já tinha sido retirada do Líbano. A Comissão Kahan do governo israelense considerou o Ministro da Defesa Ariel Sharon responsável pelo massacre, cuja tragédia levou à sua renúncia ao cargo de Ministro da Defesa e, mais tarde se tornando primeiro-ministro israelense em 2001.

### Década de 90
A Guerra Civil Libanesa foi gradualmente interrompida após o Acordo de Taife de 1989. Além disso, o sucesso da Guerra do Golfo em 1991 criou novas oportunidades para acordos de paz no Oriente Médio. Em 1991, com apoio financeiro dos Estados Unidos e da então União Soviética, foram realizadas conversações de paz no Oriente Médio em Madrid, onde Israel e a maioria dos seus vizinhos conduziram negociações bilaterais visando um acordo mútuo e abrangente de paz prescritos nas resoluções 242 e 338 do Conselho de Segurança da ONU e no conceito de “terra pela paz”. O Líbano, a Jordânia, a Síria e o Estado da Palestina continuaram a negociar até que os acordos de paz provisórios de Oslo foram concluídos entre Israel e os palestinos em setembro de 1993 e a Jordânia e Israel assinaram um acordo em outubro de 1994.
Durante este tempo, Israel continuou a ocupar militarmente 10% das terras libanesas, numa faixa chamada Cinturão do Sul do Líbano. Em resposta, o grupo paramilitar xiita Hezbollah formou-se com o apoio sírio e iraniano. Eles conduziram uma guerra de contra Israel com o objetivo de resistir à ocupação ilegal. Em 1990, o exército israelense plantou cerca de 130.000 minas terrestres em toda a faixa, comprometendo a agricultura na região. À medida que as tensões continuavam a crescer, em 1993, o primeiro-ministro israelense, Yitzhak Rabin, lançou a Operação Responsabilidade, com a intenção de privar o abastecimento de energia elétrica nas zonas sob controle do Hezbollah, destruir os seus campos e forçar os civis libaneses a deslocarem para o norte. No início de abril de 1996, Israel conduziu outra operação militar em resposta às ações do Hezbollah nas bases militares israelenses no sul do Líbano. A operação de 16 dias fez com que centenas de milhares de civis no sul do Líbano fugissem das suas casas. Em 18 de abril, vários projéteis israelenses atingiram campos de refugiados, resultando na morte de 102 civis.
Ao longo da década de 1990 o descontentamento entre os dois países aumentou como resultado de um acidente envolvendo um helicóptero em 1997 matando 73 soldados israelenses com destino ao Líbano. Ehud Barak fez campanha para primeiro-ministro com uma plataforma de retirada do Líbano. Em 28 de junho de 1999, Farid Abboud, o embaixador libanês dos Estados Unidos, dirigiu-se ao Conselho de Assuntos Mundiais de Los Angeles para fornecer uma renovação sobre o processo de paz. Finalmente, no início de 2000, os militares israelenses planejaram uma retirada de suas tropas do sul e do vale do Beca, pondo efetivamente o fim a 22 anos de ocupação no Líbano. O SLA entrou em colapso e cerca de 6.000 membros do SLA e suas famílias fugiram do país, embora mais de 2.200 tivessem regressado até Dezembro de 2001. Com a retirada das forças israelitas, muitos no Líbano começaram a pedir uma revisão da presença contínua de tropas sírias, estimada em final de 2001 em aproximadamente 25.000.
A destruição das infraestruturas libanesas que os militares israelitas deixaram para trás, especialmente as infraestruturas hídricas, foi devastadora para o Sul do Líbano. O governo libanês recorreu a organizações como o Fundo Árabe e o Conselho para o Desenvolvimento e Reconstrução, que investiram cerca de 50 milhões de dólares para reparar redes de água e 63 milhões de dólares para reconstruir escolas, hospitais e estações de electricidade que tinham sido destruídas.

### Guerra Civil do Líbano em 2006

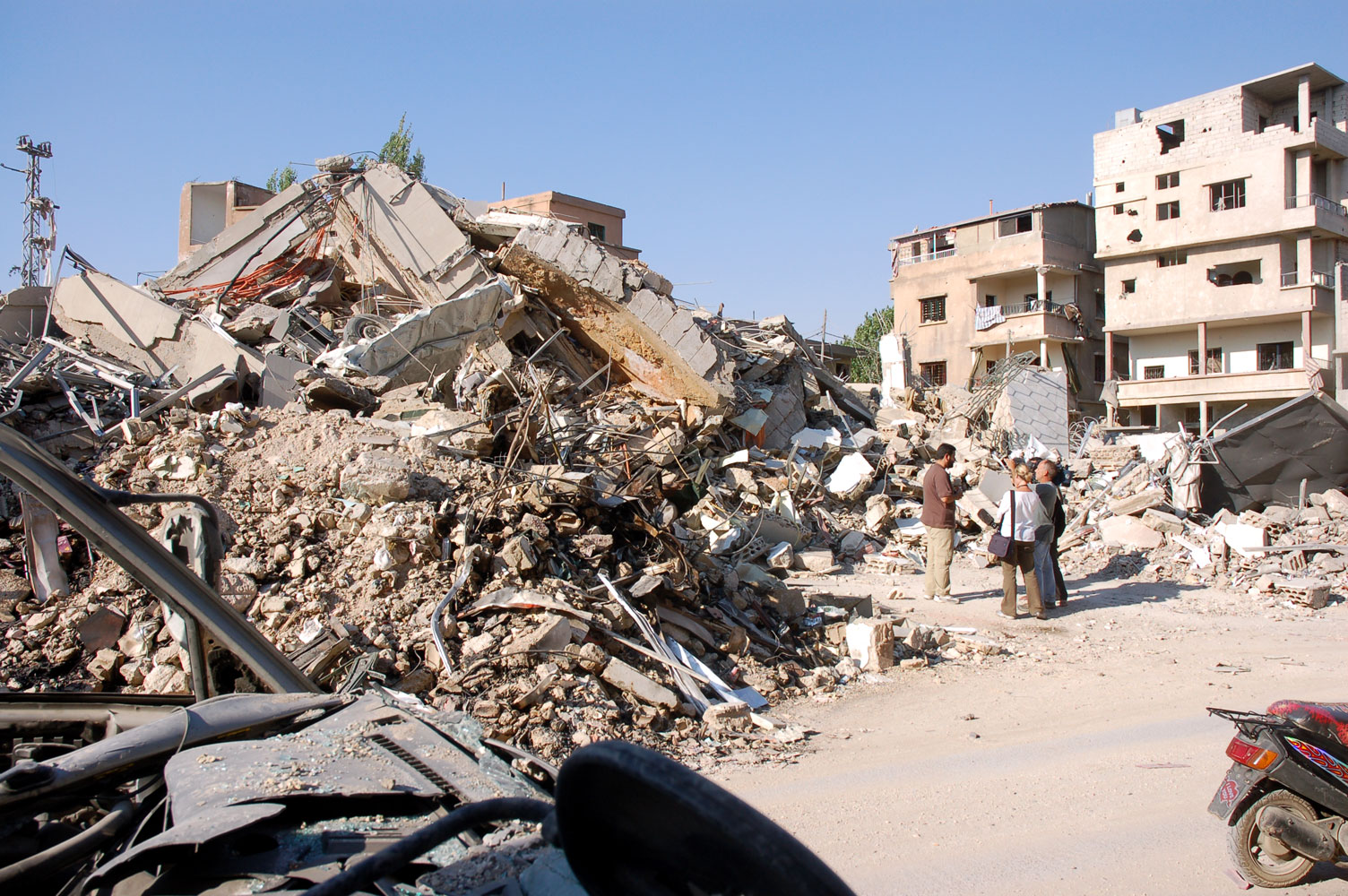
Balbeque, no Líbano, após os bombardeios de Israel em julho de 2006

Em 12 de julho de 2006, combatentes do Hezbollah dispararam foguetes em cidades fronteiriças israelenses como uma distração para um ataque de mísseis antitanque contra dois HMMWV blindados que patrulhavam o lado israelense da da fronteira.  A emboscada deixou três soldados mortos. Dois soldados israelenses foram capturados e levados pelo Hezbollah para o Líbano. Mais cinco foram mortos no Líbano, em uma tentativa fracassada de resgate. O Hezbollah exigiu a libertação de prisioneiros libaneses mantidos por Israel em troca da libertação dos soldados sequestrados. Israel recusou e, em resposta, atacou alvos militares do Hezbollah e infraestruturas civis libanesaz, incluindo o Aeroporto Internacional Rafic Hariri, na capital. As Forças de Defesa de Israel orquestraram uma invasão terrestre pelo sul do Líbano . Israel também impôs um bloqueio aéreo e naval. O Hezbollah lançou, então, mais foguetes contra o norte de Israel envolvendo as IDF num conflito armado a partir de posições endurecidas.
O primeiro-ministro libanês Fouad Siniora afirmou em agosto de 2006 que o Líbano seria o "último país árabe a fazer a paz com Israel" por causa do grande número de civis que foram mortos no conflito. O líder do Hezbollah, Hassan Nasrallah proclamou “Morte a Israel” e promete a “libertação” de Jerusalém.
Foi descoberto no esconderijo de telegramas diplomáticos divulgados pelo WikiLeaks que, em 2008, o ministro da defesa do Líbano tinha enviado mensagens a Israel através dos Estados Unidos alegando que o Exército Libanês se absteria de se envolver num conflito próximo entre Israel e o Hezbollah e que o exército, conforme mencionado.

### Questões fronteiriças entre os países
Em 3 de agosto de 2010, ocorreu uma disputa perto de uma vila fronteiriça libanesa de Odaisseh entre as Forças de Defesa de Israel e as Forças Armadas do Líbano após uma patrulha israelense, que operava na fronteira, entrou em confronto com tropas libanesas. Israel justificou que as tropas permaneceram dentro de Israel, enquanto o Líbano alegou que os soldados cruzaram a fronteira para arrancar algumas árvores. O tiroteio que se seguiu resultou na morte de três soldados libaneses e de um comandante israelense de alto escalão; dois soldados israelenses e cinco soldados libaneses também ficaram feridos. Um jornalista libanês também foi morto. A artilharia e helicópteros israelenses atacaram então vários postos do Exército Libanês e o quartel-general do Exército Libanês no sul, destruindo vários veículos militares.
Em 2 de setembro de 2019, um dia após os ataques com mísseis na fronteira, Hassan Nasrallah disse que o Hezbollah começaria a ter como alvo drones israelenses que estiverem sobrevoando no espaço aéreo libanês e anunciou que "não haveria mais linhas vermelhas" na luta contra Israel.

### Explosões em Beirute em 2020

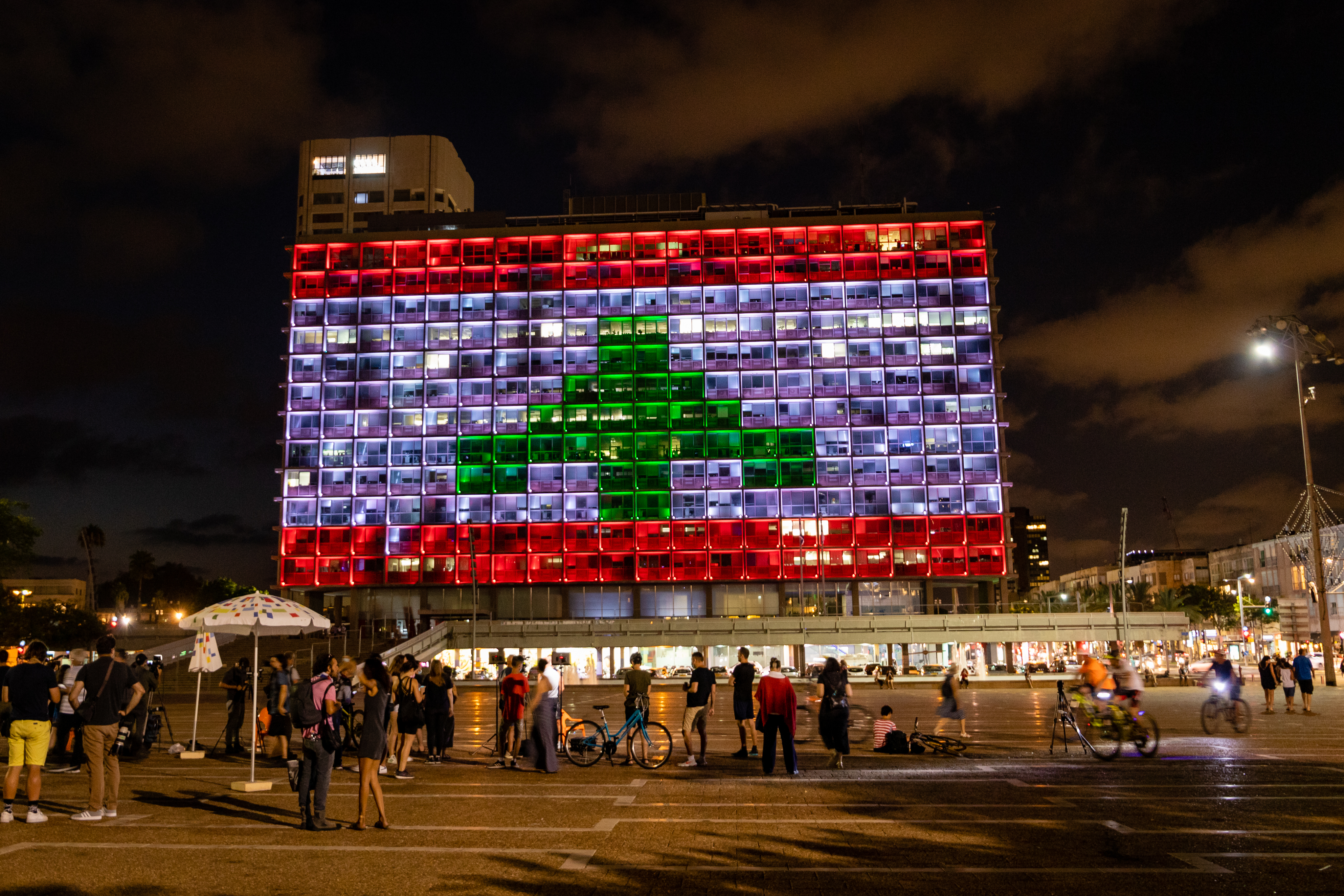
Prefeitura de Tel Aviv iluminada com as cores da bandeira do Líbano, dias após as explosões de 2020 no país

Após a explosão devastadora em Beirute, em Agosto de 2020, a cidade israelita de Tel Aviv prestou homenagem ao país destacando sua câmara municipal com a bandeira libanesa, com o desejo de partilhar solidariedade, apesar das duas nações não apresentarem relações diplomáticas oficiais. Israel também se ofereceu para ajudar o Líbano através de um terceiro. Muitos libaneses e israelenses reagiram com ceticismo.

### Acordos de Abraão
Em 2020, Israel assinou tratados de paz históricos com os Emirados Árabes Unidos e o Bahrein, dois países árabes que partilham laços culturais com o Líbano, e isto gerou a possibilidade do Líbano assinar um tratado de paz com Israel devido ao crescente sentimento anti-iraniano.